# سانتا دوی
سانتا دِوی (انگلیسی: Santha Devi; 1927 – ۲۰ نوامبر ۲۰۱۰) هنرپیشه اهل هند بود.
وی بازیگر فیلم‌هایی همچون روزها و شب‌ها، بخش ویژه و آزادی بوده است. دوی در سال ۱۹۹۱ برنده جایزه ملی فیلم بهترین بازیگر نقش مکمل زن اشاره کرد.